# Миша Крос
Миша Крос (на английски: Misha Cross) е полска порнографска актриса, родена на 27 ноември 1989 г. в град Варшава, Полша.

## Ранен живот
Живее във Варшава, където работи като барманка, сервитьорка, в магазин дрехи. Учи в университет специалностите социология и фотография, като успява да завърши образованието си по социология.

## Кариера
Дебютира като актриса в порнографската индустрия през 2013 г., когато е на 23-годишна възраст.
Първоначално се снима в порнофилми в Будапеща и в Прага. През месец май 2014 г. заминава за САЩ, където е поканена от агенцията „Adult Talent Managers“ и скоро започва да се снима и в американски продукции за възрастни. Прави сцени с изпълнители като Кейдън Крос, Мануел Ферара, Мик Блу, Майк Адриано, Рамон Номар и др. Същата година компанията „Evil Angel“ прави за нея порнофилма „Миша Крос: широко отворена“, а за изпълнението на сцените си в него полската порноактриса е удостоена с XBIZ наградата за най-добра сцена само с момичета (с Кейдън Крос), както и получава номинациите за AVN награди в категориите за най-добра орална секс сцена и за най-добра секс сцена с двойно проникване.
През 2016 г. е удостоена с наградата на AVN за чуждестранна изпълнителка на годината, скоро след което сключва дългосрочен договор за участие във филмите на Ребека Лорд.

## Награди
Носителка на награди
- 2015: XBIZ награда за чуждестранна изпълнителка на годината.[5]
- 2015: XBIZ награда за най-добра сцена само с момичета – „Миша Крос: широко отворена“ (с Кейдън Крос).[5]
- 2016: AVN награда за чуждестранна изпълнителка на годината.[4]
- 2017: AVN награда за чуждестранна изпълнителка на годината.[6]

Номинации
- 2015: Номинация за AVN награда за най-добра нова звезда.[7]
- 2017: Номинация за XBIZ награда за чуждестранна изпълнителка на годината.[8]
- 2018: Номинация за XBIZ награда за чуждестранна изпълнителка на годината.[9]